# Thryptomene salina
Thryptomene salina är en myrtenväxtart som beskrevs av Barbara Lynette Rye och Malcolm Eric Trudgen. Thryptomene salina ingår i släktet Thryptomene och familjen myrtenväxter. Inga underarter finns listade i Catalogue of Life.